# Adam Ryczkowski
Adam Ryczkowski (ur. 30 kwietnia 1997 w Węgrowie) – polski piłkarz, występujący na pozycji napastnika, od 2023 w Legii II Warszawa. W sezonie 2015/2016 zdobył z Legią Warszawa mistrzostwo oraz Puchar Polski.

## Sukcesy

### Legia Warszawa
- Mistrzostwo Polski: 2015/2016
- Puchar Polski: 2015/2016